# Volodymyr Viatrovytch
Volodymyr Mikhaïlovytch Viatrovytch (en ukrainien : Володи́мир Михайлович В'ятро́вич), né le 7 juillet 1977 à Lviv, est un historien et homme politique ukrainien.

## Biographie

### Jeunesse et études
Volodymy Mikhaïlovytch Viatrovytch naît le 7 juillet 1977 à Lviv, dans l'Ouest de l'Ukraine.

### Carrière d'historien
De 2005 à 2006, il est enseignant à l'université catholique ukrainienne et à l'université de Lviv.
En 2006, il publie le livre Position de l’OUN vis-à-vis des juifs élaboration d’une position sur fond de catastrophe (Stavlennia OUN do evreiiv : Formuvannia pozytsii na tli katastrofy) qui tente d’exonérer l’OUN de sa collaboration à la Shoah. Ce livre fait l'objet de critiques dont l'historienne Delphine Bechtel, qui déclare dans un article intitulé « Mensonges et légitimation dans la construction nationale en Ukraine (2005-2010) » que le livre se fonde sur des citations tronquées. En 2007, il tente de réhabiliter la mémoire du bataillon Nachtigall en réduisant la « légende autour de Nachtigall », c’est-à-dire l’accusation de massacres, notamment de pogroms, à une tentative soviétique pour déstabiliser le gouvernement Adenauer dans les années 1960. De même, il est critiqué entre autres par Omer Bartov et Tariq Kirill Amar, pour lesquels, interprétation de Viatrovytch vise à tenter de justifier les l'action de l'OUN contre les juifs.
De 2008 à 2010, il est directeur des archives du Service de sécurité d'Ukraine.

### Institut ukrainien de la mémoire nationale
En 25 mars 2014, il devient directeur de l'Institut ukrainien de la mémoire nationale dans un contexte ou l'Ukraine applique des nouvelles lois mémorielles visant à « désoviétiser » le pays.
Selon un article du journaliste Josh Cohen dans Foreign Policy, Volodymyr Viatrovytch « blanchit le passé de l'Ukraine » en manipulant intentionnellement les archives officielles. L'article reprend de nombreuses critiques à l'égard de Volodymyr Viatrovytch dont principalement de tenter de réécrire l’histoire moderne du pays, pour blanchir l’implication des groupes ukrainiens nationalistes dans la Shoah et les nettoyages ethniques de Polonais durant la Seconde guerre mondiale. L'article cite notamment l'historien et professeur John-Paul Himka de l’université de l’Alberta qui critique sa méthodologie de travail « employant une série de procédés douteux : rejetant les sources qui compromettent l’OUN, acceptant sans aucune critique des sources censurées émanant des cercles de l’OUN de l’émigration, se gardant de reconnaître un quelconque antisémitisme dans les textes de l’OUN ». En réponse à cet article, Andriy Kohout, directeur des Archives d'État du Service de sécurité d'Ukraine rejette ces accusations et affirme qu'aucune destruction ou censure d'archives n'a été effectuée.
En 2017, un collectif d'universitaire français critique la venue de Volodymyr Viatrovytch lors d'une conférence à Paris en déclarant que sa prise de parole risque « de normaliser et de légitimer les tentatives politisées de minimiser les idées et les actions antisémites des nationalistes ukrainiens de la Seconde Guerre mondiale ». La lettre publique souligne également que ses publications ne correspondent pas aux normes académiques internationales et servent à soutenir un programme nationaliste.
En septembre 2019, lors de l'élection de Volodymyr Zelensky, Volodymyr Viatrovytch est limogé dans la perspective de prendre une nouvelle direction de la politique de l'Ukraine en matière de mémoire nationale. Lors de son départ, il déclare « Le travail à grande échelle de vulgarisation de l'histoire ukrainienne et de démystification des mythes sur notre passé a été réalisé ». Il est remplacé par l'historien et philosophe Anton Drobovitch, connu pour ses opinions nationalistes qui propose quant à lui une « décommunisation créative » en collaboration avec l'art contemporain.

### Prises de position politique
Il aurait été l'un des dirigeants de Pora! lors de la Révolution orange en 2004. En 2013 pendant Euromaïdan, il appelle à manifester contre la Rada. En 2019, il est vingt-cinquième sur la liste Solidarité européenne et remplace Iryna Loutsenko le 3 décembre 2019 au Parlement.